# Araguaiana
Araguaiana is een gemeente in de Braziliaanse deelstaat Mato Grosso. De gemeente telt 2.996 inwoners (schatting 2009).